# 多里亞獵龍屬

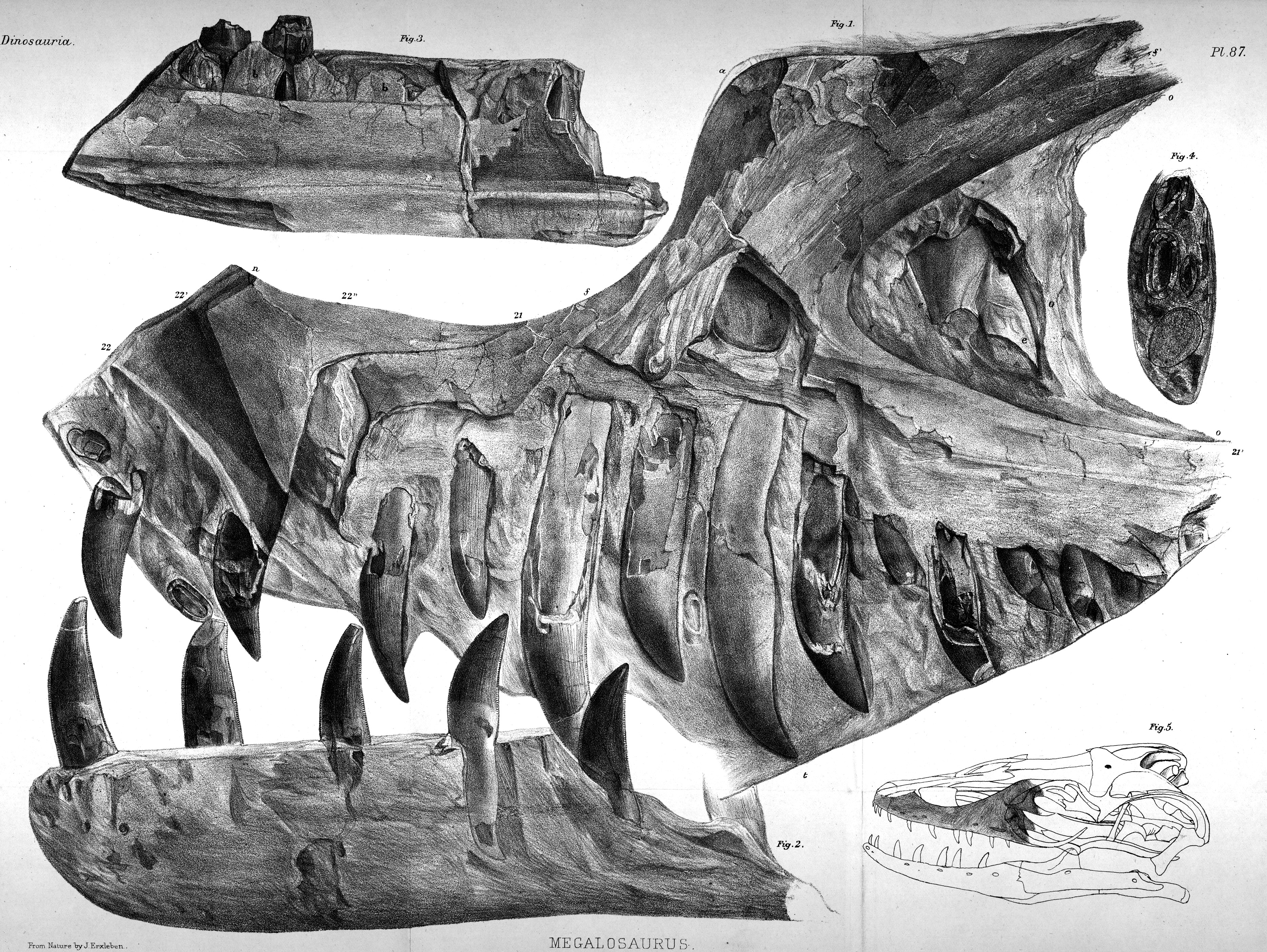
多里亞獵龍的正模標本

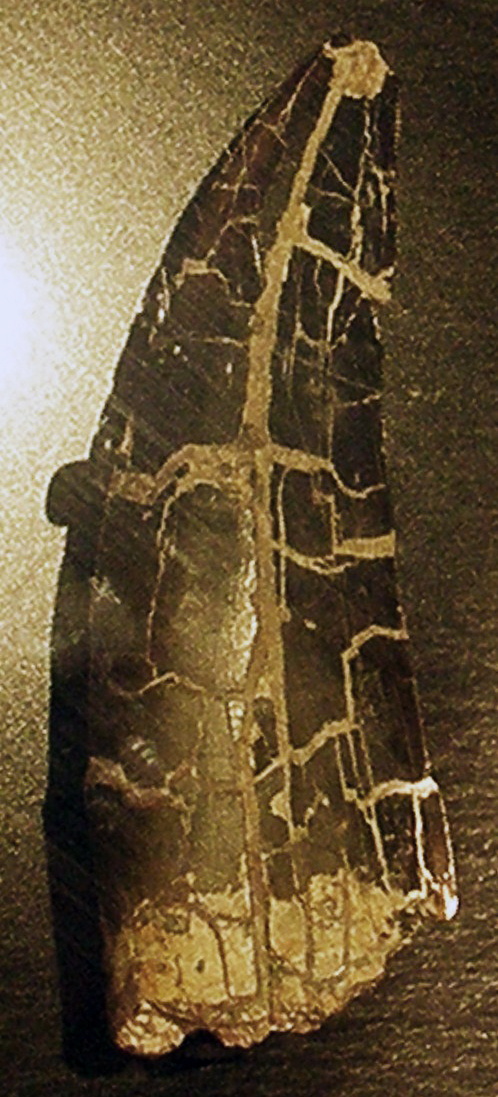
多里亞獵龍的牙齒

多里亞獵龍屬（學名：Duriavenator）是獸腳亞目恐龍的一屬，屬於斑龍科。化石發現於英格蘭南部多賽特郡，地質年代為侏儸紀中期的巴柔階，約1億7000萬年前，使牠們成為已知最古老的堅尾龍類恐龍之一。
在1974年，M. Waldman將這些化石歸類於斑龍的一個新種，西方斑龍（M. hesperis）。在1995年，古生物學家塞繆爾·保羅·威爾斯、H. P. Powell及Pickering在奇特雙脊龍的比較研究中，將西方斑龍改名為沃克龍（"Walkersaurus"）。但是他們沒有詳細敘述、研究這些化石，所以沃克龍只是一個無資格名稱（Nomina nuda），是個沒有效力的學名。
在2008年，Roger Benson將這些化石正式敘述、命名。模式種是西方多里亞獵龍（D. hesperis）。屬名在拉丁語意為「多里亞的獵人」，以多賽特郡的古地名－多里亞（Duria）為名。